# 執行海秀
執行 海秀（しぎょう かいしゅう、1907年11月18日 - 1968年12月4日）は、日蓮宗僧侶・仏教学者。
佐賀県生まれ。1936年立正大学文学部仏教学科卒。1969年「日蓮教学史」で立正大学より文学博士の学位を取得。立正大学文学部教授。市川市浄然寺住職。

## 著書
- 『日蓮宗教学史』平楽寺書店 1952
- 『日蓮聖人とその思想』平楽寺書店 法華新書 1955
- 『日蓮宗信仰の種々相 昭和仏教全集』教育新潮社 1966
- 『興門教学の研究』海秀舎、1984 改訂新版 山喜房佛書林 2011
- 『御義口伝の研究』山喜房佛書林 2006

## 論文
- Cinii